# Nesophrosyne angulifera
Nesophrosyne angulifera är en insektsart som beskrevs av Henry Fairfield Osborn 1935. Nesophrosyne angulifera ingår i släktet Nesophrosyne och familjen dvärgstritar. Inga underarter finns listade i Catalogue of Life.